# Farbhölzer

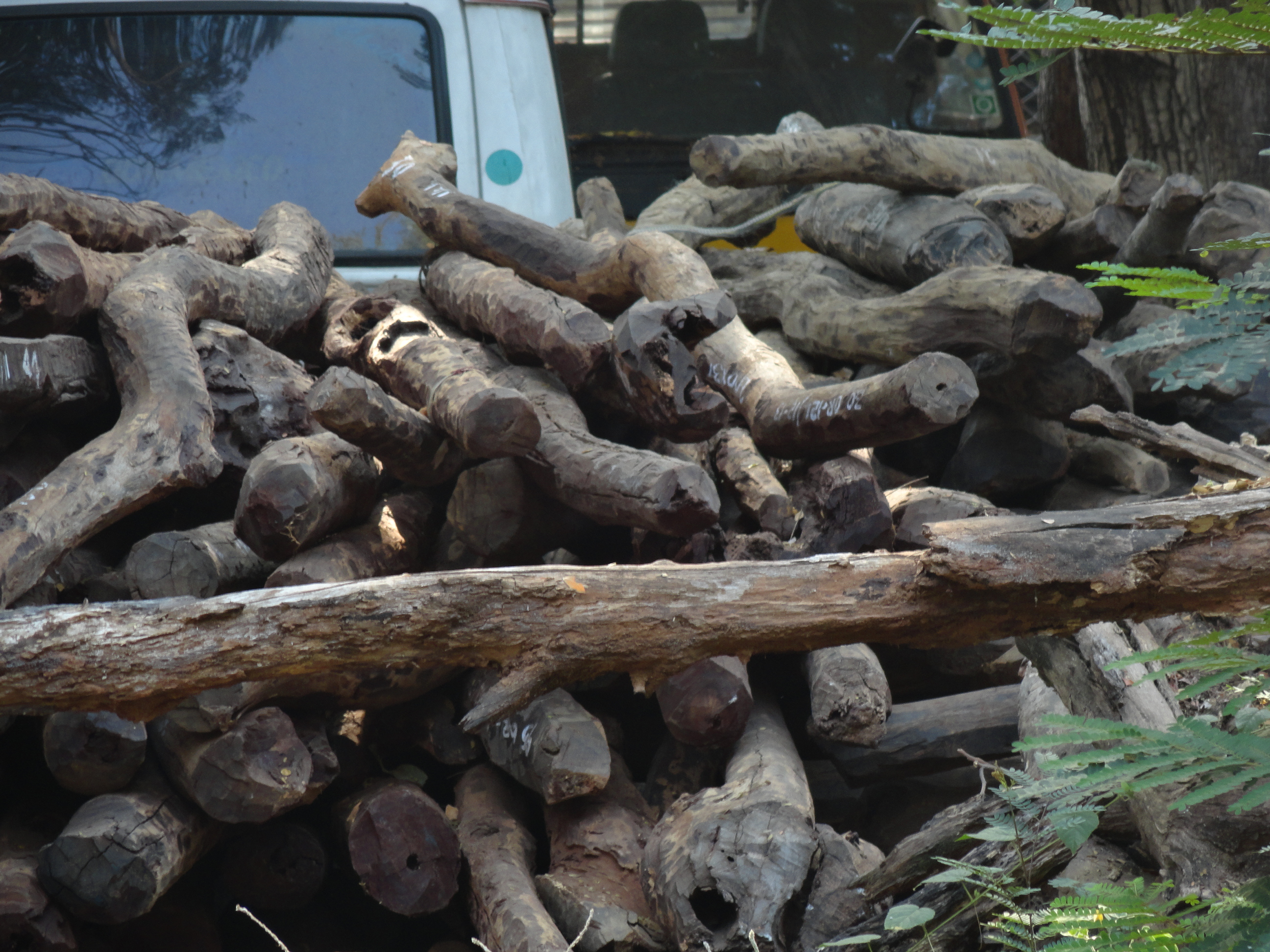
Geschältes Rotsandelholz, beschlagnahmt in Kapila Theertham, Indien

Farbhölzer sind Holzarten, die einen zum Färben benutzbaren Farbstoff enthalten, wie namentlich das Blauholz (Kampescheholz), Fisettholz (Fustik), Gelbholz, Rotholz und Sandelholz. Sie werden mit Ausnahme des Fisettholzes von außereuropäischen Gehölzen geliefert und in Blöcken ohne Emballage verladen.
Die Holzfarbstoffe sind Beizenfarbstoffe, sie ergeben für sich allein keine brauchbaren Färbungen. Dies geschieht erst in der Verbindung mit Metallsalzen, mit denen der Holzfarbstoff eine intensiv gefärbte, unlösliche Verbindung eingeht. Eine besondere Eigenschaft der Farbholzstoffe ist ihrer Gerbwirkung. Mit nur Farbholzextrakten lässt sich sehr gut gerben. Deshalb wurden sie vorwiegend zum Färben von Eiweißsubstanzen wie Leder, Pelz, Seide, Wolle und Polyamiden, wie beispielsweise Nylon und Perlon, eingesetzt, die sich färberisch ähnlich wie Eiweißsubstanzen verhalten.

## Geschichte
Unter den Stoffen, die nach der Entdeckung Amerikas nach Europa kamen, befanden sich auch Produkte, die der Färbung von Faserstoffen dienen, darunter besonders bedeutsam die Farbhölzer. Durch sie wurde in kürzester Zeit die Wollfärberei revolutioniert und konnten auf viel einfachere und schnelle Art farbechte und farbintensivere Nuancen erzielt werden. In Frankreich  förderte der Finanzminister Jean-Baptiste Colbert (1619–1683) die Seidenveredlung und Lyon wurde zum Mittelpunkt dieser Industrie. Besonders ein brauchbares Schwarz spielte hierfür eine herausragende Rolle, dabei kamen die Farbhölzer, vor allem Blauholz, zum  Einsatz. Während walkechte Wolltuche zum Färben eine mehrstündige Kochbehandlung erforderten, reichten bei Seidengarnen mittlere Temperaturen (40–70° C).
Meyers Konversationslexikon von 1888/90 erklärt: „Die Zerkleinerung erfolgt in eignen Etablissements (Hamburg, Berlin, Leipzig etc.) auf sogen. Farbholzmühlen, welche Späne, Locken, Nadeln oder Pulver liefern. Die zerkleinerte Ware lässt man in dunklen, luftigen Räumen unter häufigem Benetzen mit Wasser und zeitweiligem Umschaufeln mehrere Wochen liegen (Fermentieren), um den Farbstoff, der nicht fertig gebildet im Farbholz enthalten ist, aus dem Chromogen zu entwickeln. Diese fermentierten Hölzer haben lebhafteres Aussehen und sind beim Färben ergiebiger. Durch Auskochen der zerkleinerten und fermentierten Farbhölzer und Verdampfen des Auszugs erhält man die Farbholzextrakte, welche entweder sirupartig (20–25 °B.) oder fest sind und im letzteren Fall eine dunkle, glänzende Masse mit muscheligem Bruch bilden. Die im Vakuum bereiteten Extrakte lösen sich vollständig in Wasser, die an der Luft verdampften hinterlassen mehr oder weniger unlöslichen Rückstand.“
Diese Verfahren wurden auch auf die Pelzfärberei übertragen. Der Erfolg des Karakulfells begann erst, nachdem 1870 das Blauholzfärbeverfahren für Persianer eingeführt worden war. Bis dahin zählte diese Lammfellart noch nicht zu den Edelpelzen des Rauchwarenhandels. Das Blauholz kam anfangs aus Yukatan in Mexiko von der Campêche Bay. Allmählich verlagerte sich die hauptsächliche Blauholzgewinnung nach Haiti. Im 18. Jahrhundert begann der systematische Anbau von Blauholzbäumen durch Engländer auf Jamaika, von wo in den 1960er Jahren die Hauptmenge kam, ebenso wie Gelbholz, das, zusammen mit Rotholz, außerdem aus Nicaragua kam.
Bis zu ihrer Verdrängung durch Anilifarbstoffe wurden Farbhölzer und Farbholzextrakte vor allem zum Färben und Bedrucken von Textilstoffen eingesetzt, ebenso zum Färben von Leder, Papier, Stroh, Holz, Federn sowie zur Herstellung von Tinten, Tapetenfarben und ähnlichem. Sie werden teilweise, meist in der Verbindung mit Anilinfarben, in der Glacefärberei eingesetzt. Gelbholzextrakt wurde 1962 für bestimmte Druckfarben noch „als sehr begehrt“ eingeschätzt.
Der Höhepunkt des Weltverbrauchs von Farbhölzern war mit 400.000 tons um 1890 erreicht. Davon waren etwa 300.000 tons Blauholz im Wert von etwa 50 Millionen Mark. In Le Havre, seit dem frühen 18. Jahrhundert der führende Platz für Farbholzanlandungen, kamen im Jahr 1887 rund 50 Schiffe mit zusammen 75.000 tons Farbholz an. Danach wirkte sich die Konkurrenz der künstlichen Farbstoffe aus und führte, anfangs langsam, dann schneller, weltweit zur Abnahme des Farbholzverbrauchs.
Das Blauholzschwarz war nicht so ganz ersetzbar. Wegen seiner Schönheit und Echtheit war es sehr beliebt und wird vielleicht auch heute noch in besonderen Fellen angewandt. Bei bestimmten Baumwolldrucken, für schwarze Naturseide oder von Edelpelzen wie Persianer wurde fast ausschließlich Blauholzfarbstoff genommen. Als die Farbhölzer in der Textilindustrie längst nicht mehr eingesetzt wurden, hatten sie zumindest in den 1970er Jahren vor allem in der Pelzveredlung, aber auch in der Lederfärberei ihre Bedeutung. Die wichtigsten Farbhölzer dort sind Blauholz, Rotholz, Gelbholz und Fisettholz, wobei Blauholz am wichtigsten ist, die übrigen dienen, neben meinem aus der gelben Curcumawurzel gewonnenem Pulver, nur zur Farbabstufung. Hatte der Rauchwarenhändler Ende des 20. Jahrhunderts eine Partie Persianerfelle eingekauft, so gab er die Felle mit einem weniger glänzenden, strohigen Haar zu dem Pelzveredler Werner Schmidt, der zwar teurer war, aber bis zu seiner Betriebsaufgabe  in Einbeck noch mit Blauholz schwarzfärbte.

## Gewinnung

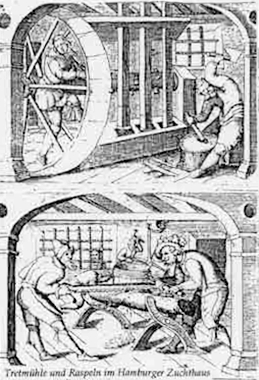
Farbholzraspeln im Werk- und Zuchthaus Hamburg (1710)

Von den Farbholzstämmen werden die Rinden entfernt und vor dem Verschiffen vom Splintholz befreit. Gelbholz hat glatte, runde, Blauholz dagegen tief gefurchte Stämme. Diese und die dickeren Aststücke haben eine Länge von 1 bis 1,5 Metern und wiegen bis zu mehreren 100 Kilogramm. Das Holz ist sehr hart, vergleichbar dem Eichenholz. Das rote Sandelholz wird entweder in mächtigen Stämmen bis zu einem Durchmesser von bis zu einem Meter und 3 bis 4 Meter Länge oder in aufgespaltenen Scheiten dem Handel zugeführt. Das weichere Visetholz besteht aus armdicken, meist krummen 1 bis 1,5 Meter langen Stücken.
Die immer notwendige Zerkleinerung der Farbhölzer erfolgt in Hirnschnitt-Raspelmaschinen, wobei der Stamm in einem Trog von etwas 2,5 Meter Länge liegt. Er wird von einem Stempel gegen einen rotierenden Messerkopf gedrückt, der das Holz quer zur Faser in etwa 1 Zentimeter lange und 0,5 Zentimeter dicke Stücke zerreißt. In einer Siebanlage wird der Normalschnitt von Staub und Splittern befreit. Letztere werden in einer Kreuzschlagmühle weiter zerkleinert. Der gereinigte Normalhirnschnitt wird teilweise in dieser Form verkauft und von den Färbern selber weiter zubereitet. Das geschnittene Blau- und Rotholz wird häufig  vorher fermentiert, wobei der Farbstoff oxydiert und das Holz mit einem mehr oder weniger grünlich schimmernden Belag  von Hämatein beziehungsweise ähnliche Braselein überzieht. Nach der Fermentation muss das Holz wieder auf seinen ursprünglichen Feuchtigkeitsgehalt abgetrocknet werden.
Das meiste Blau-, Gelb-, Rot- und Visetholz wird extrahiert. Der Extrakt durchläuft einen Klärprozess und wird in großen Vakuum-Verdamofungsapparaten mit 400 Quadratmetern Heizfläche auf 28 bis 30° Be zu sirupdicken Extrakten eingedampft. Davon geht ein kleiner Teil direkt an die Abnehmer. Hauptsächlich wird es jedoch in sogenannten Eindickern, das sind Vakuum-Verdampfungsapparate mit heizbaren Rührwerken, zu einem festen Extrakt mit etwa 18 % Wassergehalt eingedampft oder in Vakuum-Dünnschicht- oder Zerstäubungstrocknern zu einem Pulver mit etwa 5 % Wassergehalt verarbeitet.
Der Blauholzextrakt wird häufig noch mit einem Oxydationsprozess behandelt. Da das Blauholz den Farbstoff Hämatein nicht vorgebildet, sondern in der niedrigeren Oxydationsstufe enthält, als Hämatoxylin, muss es erst zu Hämatein oxydiert werden, um färben zu können. Das kann durch Fermentation geschehen, das dann jedoch nicht mehr zur Herstellung des Extraktes geeignet ist. Oder durch Oxydation des Extraktes oder durch das Benutzen von oxydierenden Beizen beim Färben mit unoxydiertem Extrakt.

## Blauholz

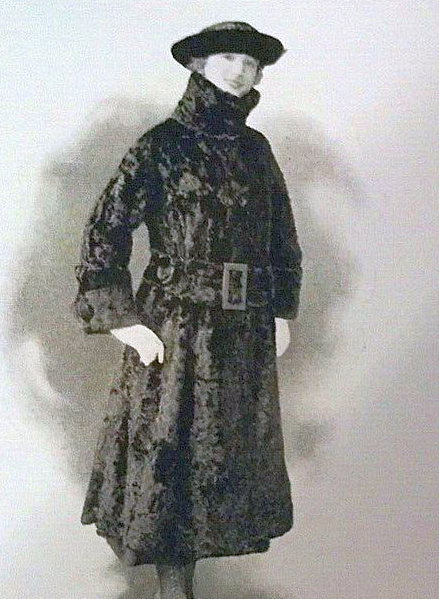
Mantel aus schwarzgefärbtem Karakulfell (ca. 1910)

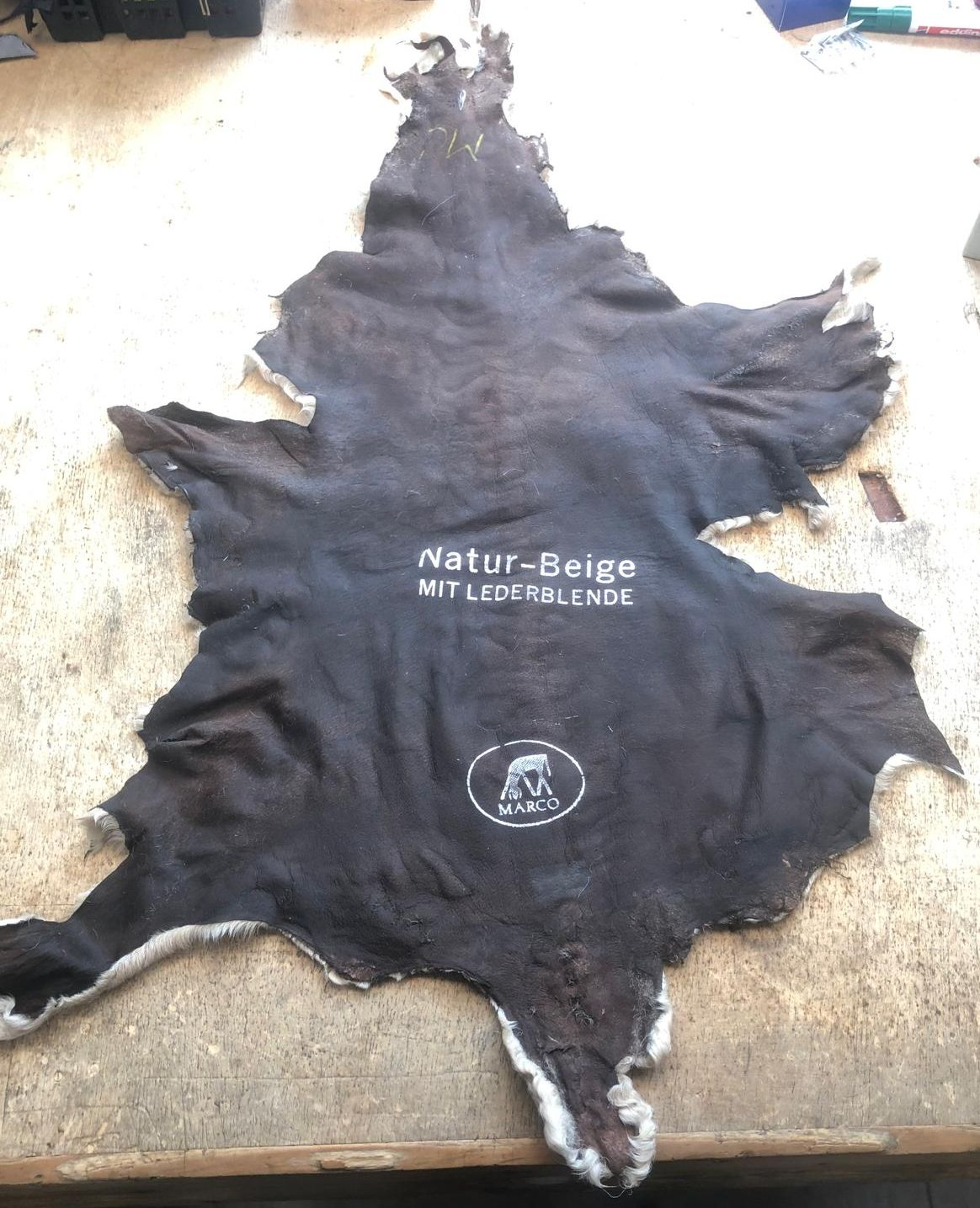
Gealtertes Karakulfell mit der Aufschrift „Natur-Beige mit Lederblende“ des Pelzveredlers Fränkische Pelzindustrie – Marco Pelz, Fürth

Blauholz (frz. bois de campêche, wissenschaftlich lat. Lignum campechianum) ist das Holz des Blutholzbaumes, das besonders im mittleren Amerika, auf Jamaika, Domingo, Haiti, Kuba, Martinique usw. wild wächst, inzwischen aber kultiviert wird. Die Spanier, die das Blauholz kennenlernten, nannten es nach der mexikanischen Campêche Bay, „Patocampechio“, woraus im Englischen „Campeachy“ wurde.
Die Stämme werden zu Spänen zerkleinert, aus denen sich viele Färber ihren Extrakt selbst herstellten, bevor dies von der Industrie übernommen wurde. Es kommt inzwischen in Block- oder Pulverform in den Handel. Die Art der Extraktion hat wesentlichen Einfluss auf die Qualität. Je höher die Temperatur und der Druck, desto besser ist die Ausbeute weniger bläulicher Produkte. Für die Pelzveredlung wird möglichst blaufärbende, unfermentierte Ware bevorzugt.
Das Haematoxylin reagiert, bedingt durch die enthaltenen Oxygruppen, sauer. Ihr chemischer Aufbau erinnert an die Konstitution mancher pflanzlicher Gerbstoffe und bedingt eine einmalige Wirkung: Blauholz färbt und gerbt zugleich! Als typischer Beizenfarbstoff entstehen in der Verbindung mit Schwermetallen Farblacke mit unvergleichlicher Deckkraft:
Mit Zinnsalzen: violett
mit Tonerdsalzen: blau
mit Chromsalzen: schwarzblau
mit Eisensalzen: blauschwarz
mit Kupfersalzen: grünschwarz.
Da Blauholzfarbe bei Pelzfellen das Leder ausgezeichnet durchfärbt, wird es dort auch als sogenannte Lederblende eingesetzt. Trotz intensiver Bemühungen der Farbindustrie, für Blauholzschwarz in der Pelzveredlung einen gleichwertigen Ersatz zu finden, gab es 1972 stets nur in Teilen positive Lösungen. Beim Schwarzfärben von Chevreauleder  und Veloursleder wird der Anilinfarbe Blauholzextrakt beigemischt. Seine leichte Gerbwirkung verbessert das Narbenbild und den Griff.
Das aus dem Blauholzextrakt isolierte reine kristallisierte Hämatoxylin ist wichtig als Reagenz oder zum Anfärben mikroskopischer Präparate. Erwähnenswerte Mengen Blauholzextrakt gingen oder gehen an die Solinger Schneidwarenindustrie zum Brünieren von Stahl und zum Färben der Messerschalen. Ein anderer Teil ging an die Hersteller von Schwarzfarben sowie zur Verwendung als Beize in der Tabakindustrie und von Puder.

## Rotholz
Rotholz (Fernambukholz, Brasilienholz, Sapanholz) sind Hölzer, die von verschiedenen Caesalpinienarten stammen. Sie kommen in Südamerika, den Antillen, Jamaika und Ostasien vor. Da sie nur als Nuancierfarbstoffe Anwendung finden, werden nur geringe Mengen benötigt. Das färbende Prinzip heißt Brasilin, durch Fermentation geht es in Brasilein über.

## Rotsandelholz
Rotsandelholz ist das einzige Farbholz, das nicht wasserlöslich ist. Deshalb gibt es keine handelsüblichen Sandelholzextrakte. Früher ein bedeutender Farbstoff zum Einfärben von Wolltuchen, wird es kaum noch zum Färben eingesetzt. Als sogenannter „Quadratsandel“ wird es, in bestimmte Korngröße geschnitten, gewissen Gesundheitstees beigemischt. Mit „Flugsandel“, einem ganz fein gemahlenen Rotsandelholz, werden in der skandinavischen Fischindustrie Soßen gefärbt und damit besser schmeckend gemacht. Flugsandel wird auch in Räucherkerzen untergemischt.

## Gelbholz
Gelbholz kommt vom Färbermaulbeerbaum, der wild auf Kuba wächst. Mit Aluminium- und Chrombeizen entstehen grüne bis braungelbe Färbungen. Als Beimenge wird häufig eine geringe Menge Blauholz verwendet, um aus einem Blauschwarz ein Tiefschwarz zu erzielen. Gelbholz beinhaltet eine Reihe von natürlichen Farbstoffen, zum Beispiel Morin, Maclurin und andere.

## Fisettholz
Fisettholz aus dem Holz des Sumachbaumes erzeugt gelbe bis gelblichrötliche Farbnuancen. Als wirksamer Farbstoff wurde das Fisettin erkannt, ein Flavanol.